# 능망가니즈광
능망가니즈광, 로도크로사이트(Rhodochrosite), 능망간석, 망간광은 화학 성분 MnCO3을 가진 망가니즈 탄산염광물이다. (희귀한) 순수 형태에서는 보통 로즈레드색을 보이지만 불순수 종의 경우 핑크색에서 옅은 갈색을 띈다. 모스 굳기는 3.5~4 사이이다. 비중은 3.5~3.7 사이이다.

## 문화
능망가니즈광은 아르헨티나의 국가보석이다. 2002년 콜로라도는 능망가니즈광을 공식적으로 국가 보석류로 선언하였다.
로사 델 잉카(Rosa del Inca), "잉카 로즈"(Inca Rose), "로진카"(Rosinca) 등으로도 불린다.

## 같이 보기
- 광물 목록